# روي إيفانز (لاعب كرة قدم أسترالية)
روي إيفانز (بالإنجليزية: Roy Evans)‏ هو لاعب كرة قدم أسترالية أسترالي، ولد في 10 نوفمبر 1913، وتوفي في 17 يوليو 1987.

## وصلات خارجية
- روي إيفانز على موقع AustralianFootball.com (الإنجليزية)
- روي إيفانز على موقع AFLtables.com (الإنجليزية)